# スパイ大作戦
『スパイ大作戦』（スパイだいさくせん、原題: Mission: Impossible）は、1966年から1973年まで放送されたアメリカ合衆国のテレビドラマ。毎回1時間枠、全171話。映画ミッション:インポッシブルシリーズの大元である。
日本では、1967年4月8日からフジテレビ系列で放送された。

## 内容
アメリカ政府が表向き関与できない秘密任務のために選抜された、独立機関IMF（Impossible Mission Force）の秘密工作員チームの活躍を描くアクションドラマ。原題の「Mission: Impossible」とは「実行不可能な指令」。
基本的な話の流れは、「リーダーが“当局”からの指令を受ける」、「リーダーが作戦を立て、作戦に参加するメンバーを選ぶ」、「打ち合わせ」、「作戦開始〜作戦終了」である。

### 指令（話によって例外あり）
指令の伝達に於いて、“当局”の人間とリーダーは直接に会わない。リーダーは、事前に何らかの連絡方法で伝えられた指令伝達場所に出向く。
そこにある写真を見ながらレコードまたは、小型オープンリール式テープレコーダーなどに録音された指令を聞く。
指令は「おはよう、（リーダーの姓例えば第1シリーズでは）ブリッグス君。」で始まり、最後は「例によって、君、もしくは君のメンバーが捕えられ、あるいは殺されても、当局は一切関知しないからそのつもりで。」で終わる。
指令が終わると「なお、このテープ（またはレコードやディスク等）は自動的に消滅する。健闘を祈る。」というメッセージとともに仕掛けられていた爆弾が起爆したり、発火装置が作動し破壊される。例外として焼却施設の側や水上などテープの処分が容易な場所で指令を受ける場合、リーダーにテープ等の指令に使われた物品を処分するようメッセージが変更されている場合もある。
指令がなく活動することもある。

## メンバーの設定、特徴、作戦に於ける役割等
ダン・ブリックス（テレビシリーズ 第1シーズン）
初代リーダー。リーダーとして冷静でクール。変装などもして作戦に参加。一部のエピソードでは、標的の人物と元々面識があったなどの理由で作戦の実行にほとんど関与しない場合もあった。
ローラン・ハンド（テレビシリーズ 第1 - 第3シーズン）
本職は俳優。変装と声色、手品の達人。作戦においては、ラバー製のフェイスマスクや特殊メイクを駆使して様々な人物に変装・扮装して相手方を騙す。リーダー代理を務めることもある。
シナモン・カーター（テレビシリーズ 第1 - 第3シーズン）
元モデル。雑誌『エリート』のカバーガールも務めた美貌の持ち主。看護士の資格も持つ。作戦における唯一の女性メンバーであり、女性特有の様々な役柄に、変装・扮装したりして作戦に参加。持ち前の美貌を武器に、相手方に取り入られるためのお色気担当も多い。シナモンに指令が出たこともある。閉所恐怖症。
バーニー・コリアー（テレビシリーズ 第1 - 第7シーズン）
「コリアーエレクトロニクス社」の社長。電子・機械工学のエキスパート。作戦に必要な特殊機材の開発・設計・製作・操作などを担当。作戦に際し、秘密裏に建物などに潜入したり、各種修理・工事業者等の職員に扮して現地に赴き、修理・工事等をするふりをして、作戦に必要な技術的改造や特殊機材の設置・操作をするといった裏方の仕事も多い。他にも運転手なども担当。
ウィリー・アーミテージ（テレビシリーズ 第1 - 第7シーズン）
重量挙げの元世界チャンピオン。怪力の持ち主で筋骨隆々。主に軍人、警察官、警備員、運転手などに扮して作戦に参加。怪力を武器に、作戦に必要な荷物などを大型のトランクなどに偽装した物（中身は、各種機材や、人間等）を手に持って運んだり、服装内に装着して（中身は、ドラマ内での設定の小型コンピューター機材など）、搬入、搬出には欠かせない存在。怪力ゆえ、重量物を持って（服装内に重量物を隠しても）移動しても違和感を抱かせず、相手方を欺いた。バーニーと同様、秘密裏に建物などに潜入したり、各種修理・工事業者などの職員に扮して現地に赴き行動する等、裏方での仕事も多い。
ジム・フェルプス（テレビシリーズ 第2 - 第7シーズン）
二代目リーダー。以後、長期間リーダーを務める。初代リーダーと同じく冷静でクール、実行部隊としても多くの作戦に参加する。『新スパイ大作戦』のリーダーも担当。
アメージング・パリス（テレビシリーズ 第4 - 第5シーズン）
ローラン・ハンドに替わって加入。変装等と声色のエキスパート。東京での作戦では、歌舞伎役者に扮して、日本人も騙されるほどの変装・扮装をして日本語を話した（第5シーズン第7話「｢怪物｣粉砕作戦」）。
トレイシー（テレビシリーズ 第4シーズン） - 準レギュラーとして、7エピソードに出演
女性メンバー。
ダグ・ロバート（テレビシリーズ 第5 - 第6シーズン）
医師の資格を持つ。
ダナ・ランバート（テレビシリーズ 第5シーズン）
女性メンバー。女性特有の役柄に扮し、美貌を最大の武器に作戦に参加。
リサ・ケイシー（テレビシリーズ 第6 - 第7シーズン）
女性メンバー。変装の名人。女性特有の役柄に扮し、美貌を武器に作戦に参加することも多い。
ミミ・デイビス（テレビシリーズ 第7シーズン）
女性メンバー。リサが海外出張で不在中の作戦に参加。

## 出演者
| 俳優 （日本語吹替／追加吹替）                     | 第1シーズン                       | 第2シーズン                        | 第3シーズン                        | 第4シーズン                        | 第5シーズン                        | 第6シーズン                        | 第7シーズン                        |
| ------------------------------------------------- | --------------------------------- | ---------------------------------- | ---------------------------------- | ---------------------------------- | ---------------------------------- | ---------------------------------- | ---------------------------------- |
| スティーヴン・ヒル （若山弦蔵／若山弦蔵）         | ダン・ブリックス （初代リーダー） |                                    |                                    |                                    |                                    |                                    |                                    |
| ピーター・グレイブス （若山弦蔵／麦人）           |                                   | ジム・フェルプス（二代目リーダー） | ジム・フェルプス（二代目リーダー） | ジム・フェルプス（二代目リーダー） | ジム・フェルプス（二代目リーダー） | ジム・フェルプス（二代目リーダー） | ジム・フェルプス（二代目リーダー） |
| マーティン・ランドー （納谷悟朗／納谷悟朗）       | ローラン・ハンド                  | ローラン・ハンド                   | ローラン・ハンド                   |                                    |                                    |                                    |                                    |
| バーバラ・ベイン （山東昭子／弥永和子）           | シナモン・カーター                | シナモン・カーター                 | シナモン・カーター                 |                                    |                                    |                                    |                                    |
| グレッグ・モリス （田中信夫／田中信夫→丸山壮史）  | バーニー・コリアー                | バーニー・コリアー                 | バーニー・コリアー                 | バーニー・コリアー                 | バーニー・コリアー                 | バーニー・コリアー                 | バーニー・コリアー                 |
| ピーター・ルーパス （小林修／小林修→高瀬右光）    | ウィリー・アーミテージ            | ウィリー・アーミテージ             | ウィリー・アーミテージ             | ウィリー・アーミテージ             | ウィリー・アーミテージ             | ウィリー・アーミテージ             | ウィリー・アーミテージ             |
| レナード・ニモイ （納谷悟朗／立川三貴）           |                                   |                                    |                                    | アメージング・パリス               | アメージング・パリス               |                                    |                                    |
| リー・メリーウェザー （平井道子）                 |                                   |                                    |                                    | トレイシー                         |                                    |                                    |                                    |
| サム・エリオット （広川太一郎／古澤徹）           |                                   |                                    |                                    |                                    | ダグ・ロバート                     | ダグ・ロバート                     |                                    |
| レスリー・アン・ウォーレン （池田昌子／中司優花） |                                   |                                    |                                    |                                    | ダナ・ランバート                   |                                    |                                    |
| リンダ・デイ・ジョージ （鈴木弘子／足立友）       |                                   |                                    |                                    |                                    |                                    | リサ・ケイシー                     | リサ・ケイシー                     |
| バーバラ・アンダーソン （此島愛子/小林美奈）      |                                   |                                    |                                    |                                    |                                    |                                    | ミミ・デイビス                     |
| ボブ・ジョンソン （大平透/大平透）                | 指令の声                          | 指令の声                           | 指令の声                           | 指令の声                           | 指令の声                           | 指令の声                           | 指令の声                           |

## サブタイトル
「スパイ大作戦のエピソード一覧」のページ参照

## テーマ音楽
作曲：ラロ・シフリン
- シフリンが手掛けた五拍子のテーマ曲は、本作の映画化作品『ミッション:インポッシブル』シリーズにも使われ、そのメロディはテレビシリーズを知らない世代にも広く浸透している。

日本では、テレビ・ラジオの番組中などで、「作戦」等を実行するようなイメージの場面等では、『スパイ大作戦』のテーマ音楽が使われたり、オープニング映像での導火線にマッチで火を点ける映像を模した映像が使われたり（日本版でのオープニング映像の、「スパイ大作戦」のタイトル文字が爆発するイメージのアニメーション映像なども）、日本版のオープニング映像でのナレーション（「実行不可能な指令を受け、頭脳と体力の限りを尽くし、これを遂行するプロフェッショナル達の秘密機関の活躍である」）や、指令録音の後半部分（「例によって、君、もしくは君のメンバーが捕えられ、あるいは殺されても、当局は一切関知しないからそのつもりで。成功を祈る」）を模した、ナレーションが使用されることも多い（映像、ナレーションを単独、または併用する場合もある）。

## 放送局

### アメリカ合衆国
- 初回放送：CBS（デジル・プロダクション制作）

### 日本
- 初放送：フジテレビ系列[14]
  - 全171話を放送（日米では放映順が異なる。また、アメリカ国内でのオリジナル版の放送も、番組撮影順ではない）。
  - オープニングタイトルで「スパイ大作戦」の文字が爆発するアニメーションは、日本語吹替え版での演出。そのため近年のソフト版及びテレビ放映では映像は米版のため映像と効果音が合わず爆発音だけが不自然に鳴る。オープニングタイトルでのナレーション（声：小山田宗徳）は、「スパイ大作戦、実行不可能な指令を受け、頭脳と体力の限りを尽くし、これを遂行するプロフェッショナル達の秘密機関の活躍である」。
  - 日本語吹替版においては、番組冒頭で指令を受け、リーダーが作戦参加メンバーをファイルより選んでいる場面で、リーダー自身が作戦の概要を語っている（ナレーションしている）ことがある。なお、オリジナル版には作戦概要の語り（ナレーション）は入っていない。

日本語吹替版制作スタッフ
- 演出：内池望博、旭谷暘
- 翻訳：山田実
- 制作：東北新社

## 日本での放送時間
いずれも日本標準時。

### 第1シリーズ
- 土曜 22:30 - 23:30 （1967年4月8日 - 1968年3月30日）

### 第2シリーズ
- 月曜 21:00 - 22:00 （1969年4月7日 - 1970年5月25日）

### 第3シリーズ
- 月曜 21:00 - 22:00 （1970年10月5日 - 1971年3月28日）
- 月曜 21:00 - 21:56 （1971年4月5日 - 1971年5月31日）

### 第4シリーズ
- 木曜 21:00 - 21:56 （1972年10月5日 - 1973年9月27日）

## 主な受賞歴
- MISSION: IMPOSSIBLE（作品）
  - 1967年：エミー賞 ドラマ部門 最優秀作品賞
  - 1968年：エミー賞 ドラマ部門 最優秀作品賞
  - 1968年：ゴールデングローブ賞 テレビドラマ部門 最優秀作品賞
- ブルース・ゲラー（脚本）
  - 1967年：エミー賞 ドラマ部門 脚本賞（「核弾頭を奪え」）
- ラロ・シフリン（作曲）
  - 1968年：グラミー賞 映画・テレビサウンドトラック部門
- バーバラ・ベイン（シナモン役）
  - 1967年：エミー賞 ドラマ部門 主演女優賞
  - 1968年：エミー賞 ドラマ部門 主演女優賞
  - 1969年：エミー賞 ドラマ部門 主演女優賞
- マーティン・ランドー（ローラン役）
  - 1968年：ゴールデングローブ賞 テレビドラマ部門 男優賞
- ピーター・グレイブス（ジム役）
  - 1971年：ゴールデングローブ賞 テレビドラマ部門 男優賞

## 劇場版
日本では、第2シーズン「黒の壊滅命令（前編・後編）」を再編集したものが『スパイ大作戦/薔薇の秘密指令』のタイトルで1968年に劇場公開された。

## ビデオソフト
北米ではビデオカセットの衰退期にビデオソフトが限定発売された。日本国内で発売されたビデオソフト（LD、DVD）でのエピソード順は、アメリカでの放送シーズン、放送話数に準じている（日本国内でのテレビ放送での放送話数とは順番が多少異なる）。ビデオテープでの販売等に関しては、放送順ではなく第2シーズン以降の作品がビデオ化されているものが多い。

### ビデオ（VHS）
- 北米ではビデオテープ版は当初コロンビア・ハウスから会員制のみで発表されていたが、のちグッドタイムズ・エンターテインメントより第3シーズンまで、その後パラマウント・ホームビデオから『The Best of Mission: Impossible』（6巻組セット・12話入）が1996年と2000年の2回に分けて発売されていた（合計42話）。このバージョンはレーザーディスクでも発売された。
- 日本では、「厳選「スパイ大作戦」完全版」（ノーカット日本語吹替版） / CIC・ビクター ビデオ
  - ノーカット 日本語吹替版として、日本語吹替えでカットされていた部分は、オリジナル吹替えキャスト及び新たな吹替えキャストによる吹替え。（新たな吹き替えキャストは、以下に記載されているDVDで発売の日本語吹替えと同じキャストである。）
  - オープニングタイトルは、日本でのテレビ放送でお馴染みの、「スパイ大作戦」のタイトルが収録されている。（タイトル最初は青い画面で「スパイ大作戦」の白い文字が表示され、タイトルの終わり部分では「スパイ大作戦」の白い文字が爆発し、赤い画面で「スパイ大作戦」の白い文字が表示されるアニメーション映像。）エンディングでは、本国オリジナル版のエンディングが収録されている。
- 1997年2月28日発売
  - 薔薇の秘密指令 前後篇（PSL-40232）
  - 焼土作戦/未亡人は二度生まれる（PSL-40233）
  - スリラー作戦/ヒスイの印璽（PSL-40234）
  - 密室の金塊/スパイ交換作戦（PSL-40235）
  - 欺瞞作戦/ウィークポイントをつけ！（PSL-40236）
  - 地下百メートルの円盤 前後篇（PSL-40237）
- 1997年8月21日発売
  - 暗殺計画に便乗しろ/両面陽動作戦（PSL-40242）
  - 王手/ストレートフラッシュ（PSL-40243）
  - 処刑作戦／殺人者の罠（PSL-40244）
  - 奇跡のカムバック 前後篇（PSL-40245）
  - 一千万ドル強奪事件/奴を証人席へ（PSL-40246）
  - 女スパイが燃える時/ガラスの監房（PSL-40247）
- 1998年2月21日発売
  - 地下よりの脱出/第二の防衛配置図（PSL-40272）
  - 第三の町/毒には毒をもて（PSL-40273）
  - 不死鳥を葬れ/鉄条網とリンチ（PSL-40274）
  - 二重スパイをでっちあげろ/甦ったプリンセス（PSL-40275）
  - 生体実験/幻の契約書（PSL-40276）
  - 金庫へ追い込め/プルトニューム240（PSL-40277）
- 2000年7月20日発売
  - トリック/脱出口（PSL-40332）
  - 対奴隷作戦 前後篇（PSL-40333）
  - 偽造紙幣マシン/雲上のマイクロフィルム（PSL-40334）
  - イメージをダブらせろ/恐怖のリモートコントロール（PSL-40335）
  - 独裁宣言/酸素テントの中（PSL-40336）
  - 巨頭会談/ニトログリセリン（PSL-40337）

### レーザーディスク
- 北米ではパラマウント・ホームビデオから『The Best of Mission: Impossible』（12話入）が1996年と2000年の2回に分けて発売されていた（合計42話）ビデオ版と同じものが。レーザーディスクでも発売された。
- 日本では第1シーズンから第4シーズンまでパイオニアLDCから発売されていた。
  - 各シーズンともVOL1、VOL2と分割され、ボックスになっている。
  - オープニングタイトルとエンディングは、ビデオ（VHS）と同様に、日本でのテレビ放送でお馴染みの「スパイ大作戦」のタイトルのオープニングと、本国オリジナル版のエンディングが収録されている。
  - ノーカット版。日本語吹替え版（テレビ放送など）で、カットされていた部分は、吹替えではなく日本語字幕が表示される[15]。

### DVD
- DVDはパラマウント・ジャパンから発売されている（シーズンごとのBOX）。映像はデジタルリマスター化された。第1シーズンが2006年に発売されたのを皮切りに、その後も順次、第7シーズンの2009年（日本版は2010年）発売まで続いた。
- コンプリート・シリーズが米国では2009年11月に、日本版では2011年11月に発売された。
- オープニングタイトルとエンディングは、本国オリジナル版のオープニング（音声は日本版）と、本国オリジナル版のエンディングが収録されている。
- 日本版DVDには、放映当時の日本語音声が収録されているが、CIC・ビクター ビデオ版の日本語吹き替えと同様、放送時のカットと再放送時にカットされ日本語音声の存在しない部分については、当時と同じキャストを極力再起用して追加収録が行われたが、徐々に代役による吹き替えで補完がなされるようになった。キャストについては#出演者を参照。

### DVD付き分冊誌
2010年2月9日にデアゴスティーニ・ジャパンからDVD付き分冊誌『週刊 スパイ大作戦 DVDコレクション』（全85号）が発売開始。第2 - 第7、第1のシリーズ順で全エピソードが収録され、2011年9月27日に最終第85号が発売された。

## 続編（テレビシリーズ）
- 新スパイ大作戦

## リメイク作品（映画）
- ミッション:インポッシブル（1996年）
- M:I-2（2000年）
- M:i:III（2006年）
- ミッション:インポッシブル/ゴースト・プロトコル（2011年）
- ミッション:インポッシブル/ローグ・ネイション（2015年）
- ミッション:インポッシブル/フォールアウト（2018年）
- ミッション:インポッシブル/デッドレコニング PART ONE（2023年）
- ミッション:インポッシブル/ファイナル・レコニング（2025年）

## ゲーム
- スパイ大作戦（1982年、ポニー、PC-8001、PC-8801、PC-6001、MZ-1200/700、MZ-2000対応PCゲームソフト） - プログラム作成者は、後の『ログイン』編集長・高橋ピョン太。